# إعداد مسرحي
الإعداد المسرحي (تُنطق بالفرنسية: ميز أو سين "الوقوف على المسرح) هو تعبير يستخدم لوصف جانب التصميم والإعداد في إنتاج المسرح أو الفيلم، والذي بشكل أساسي يعني "النطاق البصري" أو "رواية القصة" جميعها بطرق بصرية فنية من خلال خشبة المسرح والتصوير السينمائي وتصميم المسرح، باستعمال وسائل إخراجية تظهر شاعرية وابداع العمل. وبطرق شاعرية فنية من خلال الإخراج. كما أنه يُستخدم عادة للإشارة إلى المشاهد الفردية أثناء الفيلم لإيضاح الفيلم. سمي الإعداد المسرحي بـ "المصطلح المجهول للساحة" للنقد السينمائي.

## التعريف في دراسات الأفلام
عندما يُطبّق الإعداد المسرحي سينمائيًا، فإنه يؤدي وينجز كل ما يحدث قبل انطلاق الكاميرا، كالنص والطاقم والدعم والممثلين والأزياء والإضاءة، حتى أنه يضيف المصداقية والمنطقية التي يتطلع إليها المشاهد في الأفلام لتتمكن من إقناعه من خلال التصوير
السينمائي والتعديل للأفلام، تساعد العناصر المختلفة للتصميم على إبراز رؤية الفيلم من خلال إنتاج دور الزمان والمكان. يتضمن الإعداد المسرحي، تصوير الجو العام، وأحيانًا الحالة الذهنية للشخصية وكذلك التأليف، والذي ينص على مواقع وتحركات الشخصيات، كصورة متكاملة. يشرف المخرج على جميع المناطق السابقة، بينما يشاركه فريق الإنتاج والذي يعد من أهم قوائم العمل، فمهمة الإخراج والإنتاج هي تأدية جميع جوانب الإعداد المسرحي على أكمل وجه، خلال فترة زمنية ضخمة تسبق حتى بداية التصوير الحقيقي متضمنة بذلك أداء الممثلين والديكور وما إلى ذلك.
محرر الفيلم عموما هو المسؤول عن النظرة العامة للفيلم، ويقوم بقيادة العديد من الأقسام المختلفة المسؤولة عن المجموعات الفردية، والمواقع، والدعم، والأزياء وأمور أخرى مماثلة. أندري بازن، أحد أشهر نقاد السينما والمنظرين، يصف جمالية الإعداد المسرحي بكونها محرك رئيسي داخل المشهد أكثر من كونه منسقًا للمشهد.
بسبب ارتباط الإعداد المسرحي بالإخراج، فإنه أيضا يُستعمل أحيانا في أوساط كتّاب النصوص المحترفين للإشارة إلى المقاطع الحركية في الحوار.

## مفاهيم رئيسية

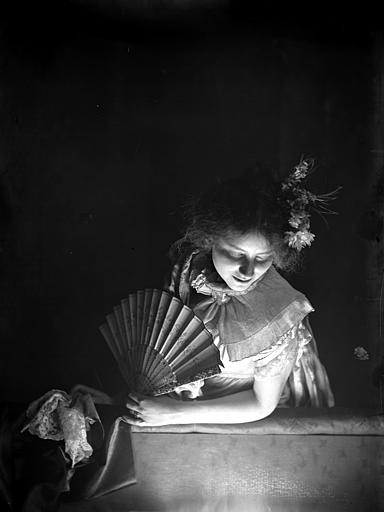
الإعداد المسرحي من خلال Constant Puyo

### تصميم المسرح
يُعد تصميم المشهد يُعد أداة أساسية ومهمة لـ «تجهيز المشهد»، إعدادات المشهد والدعائم هي التي تكون مرئية في المشهد. يُستخدم تصميم المشهد أيضا لتضخيم ظهور مشاعر الشخصية أو المزاج المحيط، الذي يتضمن الدلالة البدنية أو الاجتماعية أو النفسية أو الشاعرية أو الاقتصادية وحتى الثقافية في الفيلم، ومن أهم القرارات التي يقوم باتخاذها فريق الإنتاج والمخرج هو ما إن كان التصوير سيكون في جلسة واحدة أو موقع معين، والاختلاف الرئيسي بينهما هو الديكور والدعائم التي يجب أن تؤخذ بعين الاعتبار عندما يكون التصوير في جلسة، بكل الأحوال التصوير في جلسة يُعد أكثر شيوعًا من التصوير في مواقع مختلفة لكونه أفضل من ناحية التكلفة.

### الإضاءة
كثافة وتوجيه وجودة الإضاءة تُساعد المشاهدين على فهم الشخصيات، والأحداث، والفكرة الرئيسية والمزاج العام أيضا. الإضاءة (بالإضافة للظل) بإمكانها تفسير البنية، والهيئة، والأبعاد والمزاج والوقت من اليوم أو الليلة، والموسم والخيال، يكمن تأثيرها بطريقة إظهار الألوان ما إن كانت ملونة (أحمر، أصفر الخ) أو باهتة (أسود، أبيض، رمادي) وبإمكانها تركيز الاهتمام على عناصر معينة في التأليف. تسليط الضوء مثلًا يوجه الاهتمام إلى الأجساد والبنية بينما الظل غالبًا يخفي باقي الأشياء مما يخلق تأثير الغموض والخوف ولذلك السبب يجب أن تكون الإضاءة مخططة ومعروضة بشكل صحيح ومرتب يحقق الهدف والرسالة من العمل للمشاهدين، يُعَدّ السينمائيون جزء كبير من هذه العملية بقيامهم بتنسيق الكاميرا والإضاءة.

### المساحة
يؤثر التحضير المكاني على قراءة أي فيلم. يمكن لموقع الكاميرا وعدساتها التلاعب بالبُعد والقرب والحجم والدعائم للمكان والموضع في الفيلم، فالإضاءة وتصميم المشهد تحدد بتأثيرٍ عالي المزاج وارتباط العناصر في عالم القصة.

### التأليف
يقوم التأليف بترتيب كل من المواضيع والممثلين والمساحة ويجمعها في إطار واحد، وأحد أهم المفاهيم المتعلقة بالتأليف أنه يقوم بالمحافظة على توازن العمل، ويُطبق ذلك بمساواة توزيع الإضاءة والألوان والمواضيع أو الشخصيات في التصوير. بينما التأليف غير المتوازن قد يستخدم للتأكيد على جوانب معينة للفيلم يكون المخرج راغبًا بتسليط الضوء الأكبر عليها، هذه الأداة تعمل لأن المشاهد عادةٍ يميل إلى صرف وتوجيه اهتمامه على اللقطات التي تكون خارج إطار بناء العمل لغرابته. أيضا يعتمد الموقع الذي يضع المخرج فيه الشخصية إلى حد كبير على أهمية الشخصية في العمل.

### الأزياء
الأزياء ببساطة هي الملابس التي ترتديها الشخصية، باستخدام ألوان أو تصاميم معينة. تستخدم الأزياء في السينما السردية للدلالة على الشخصيات أو لفرض اختلاف بين الشخصيات.

### المستحضرات التجميلية وتسريحات الشعر
تكون لتصوير حقبة معينة، وإيضاح سِمات شخصية أو تغيرات معينة في الشخصية.

### التمثيل
يوجد تاريخ ضخم واختلاف حضاري في نمط الأداء في السينما، في السنوات الأولى للسينما، كان من الصعب التمييز بين التمثيل المسرحي والتمثيل السينمائي بما إن معظم ممثلي الأفلام كانوا سابقًا ممثلي مسرح فقد كانوا لا يملكون أي أداة أو وسيلة أخرى للتمثيل. لاحقًا، مهّد اسلوب التمثيليات العاطفية في بدايتها العائدة تحديدًا لمسرح القرن التاسع عشر الطريق نسبيًا في السينما الغربية للنمط السينمائي الطبيعي. كان لنظرية كونستانتن ستانسلاڤسكي الخاصة بمنهج التمثيل التأثير الأكبر للترويج لهذا الأسلوب التمثيلي الأكثر طبيعية وتناسقًا مع السينما والتي تتضمن تعمق الممثلين التام والكامل في الشخصيات التي يؤدونها.

### تسجيل الفيلم
اختيار الأسود والأبيض أو أي لون، بالغ الدقة أو مبلور.

### نسبة البُعد
علاقة العرض لمستطيل الصورة بطولها. لكل نسبة بُعد تُظهر طريقة مختلفة لرؤية العالم ورئيسي للتعبير عن معنى الفيلم.